# Fisascat
La F.I.S.A.S.C.A.T. (Federazione Italiana Sindacati Addetti Servizi Commerciali, Affini e del Turismo) è la Federazione di categoria della CISL (Confederazione Italiana Sindacati Lavoratori) che rappresenta i lavoratori e le lavoratrici del settore terziario, turismo e servizi, per i quali stipula i relativi Contratti collettivi nazionali di lavoro, anche nelle sue articolazioni territoriali e aziendali.
Essa è diffusa in tutte le Regioni e in tutte le Province. Si articola in strutture regionali e comprensoriali ed è presente nei luoghi di lavoro tramite le rappresentanze sindacali aziendali (RSA), le sezioni aziendali e le rappresentanze sindacali unitarie (RSU).
Proprio per la pluralità e la complessità dei settori di competenza, la FISASCAT-CISL ha costruito la sua esperienza soprattutto sulla Contrattazione collettiva, sia a livello nazionale che aziendale, in particolare nel terziario, nei gruppi commerciali e nelle aziende dell'ospitalità e del turismo. La FISASCAT-CISL concorre a stimolare l'ammodernamento delle politiche settoriali del sistema distributivo, del turismo e dei servizi ed alla creazione di un più avanzato sistema di relazioni sindacali, anche attraverso la bilateralità. Le controparti datoriali principali della Federazione sono Confcommercio, Confindustria e Confesercenti.
La FISASCAT-CISL nel 2017 ha registrato, con 366.899 iscritti un incremento della base associativa del 4,43% rispetto all'anno precedente. Con 15.553 nuovi tesserati la FISASCAT rimane la prima federazione della CISL per numero dei lavoratori attivi iscritti.

## Nasce la FILSAC
Cinque giorni prima che nascesse la Libera CGIL, la futura CISL, il 12 ottobre 1948 nasceva a Roma la “Federazione Italiana Liberi Sindacati Addetti al Commercio” (FILSAC), la quale accoglieva nel suo primo statuto i fondamenti del “ Libero Sindacato”, volendosi così differenziare in maniera netta dalle consimili federazioni della CGIL, che, dopo la fine del conflitto mondiale, guardava al modello della Russia governata da Stalin.
La FILSAC fin da subito dovette occuparsi di molte categorie dei servizi, tra cui spiccavano il commercio e il turismo, ma che comprendevano anche settori che dovevano essere organizzati sulla base di pochi iscritti e che tuttavia nel corso dei decenni successivi sarebbero diventate molto importanti, comprendendo, a titolo di esempio, i dipendenti delle istituzioni socio assistenziali, quelli degli studi professionali, le colf e le badanti.

## Da FILSAC a FISASCAT
Nel corso degli anni la federazione cambiò acronimo: la FILSAC in origine si era ispirata ai principi della Libera CGIL, cosicché, quando, il 30 aprile 1950, la confederazione prese il nome di CISL, la FILSAC perse l'aggettivo “Liberi” e divenne FISAC.
Cinque anni più tardi diventò FISASCA, Federazione Italiana Sindacati Addetti ai Servizi Commerciali ed Affini, perché nel frattempo ad essa si erano uniti i lavoratori della casa, i venditori ambulanti, i giornalai ed i lavoratori delle carrozze letto.
Sarà solo nel 1962, durante il Congresso Nazionale di Sorrento, che la federazione assumerà il suo nome definitivo con l'aggiunta della lettera “T” per turismo.

## L'organizzazione della Federazione
La FILSAC all'inizio era una piccola confederazione che comprendeva sindacati di categoria, di mestiere o di professione. Ciò comportava una notevole dispersione delle risorse e non si potevano portare avanti iniziative di unità contrattuale. Fino alla fine degli anni '50 le componenti della federazione erano addirittura 13, ciascuna con una propria dirigenza.
Dopo l'uscita dalla FISASCA di ambulanti e giornalai, i 12 sindacati rimanenti vennero raggruppati in quattro macro categorie: la SILCA si occupava di commercio, la SILOT di turismo, la SILAS dei servizi in genere e la SIAD della distribuzione. Ma sarà solo nel 1973, durante il Congresso Nazionale di Riccione, che la federazione assumerà l'attuale natura monocomposta.

## Le prime Segreterie
Il successo della federazione fu garantito sino dagli esordi dai suoi dirigenti sindacali, che furono capaci di favorire un rapido sviluppo dell'associazione e di sottoscrivere numerosi contratti, assai importanti sotto l'aspetto normativo e spesso suggeriti proprio dalla categoria Cislina.
Tra il 1948 ed il 1954 si succedettero tre segreterie, guidate da Pietro Paccagnella (1948-1949), Amleto Mantegazza (1950-1951) e Ugo Zino (1952-1954): ad esse si devono i grandi risultati ottenuti dalla categoria nel primo quinquennio di vita, sia sul piano contrattuale che su quello organizzativo.

## Giulio Pettinelli 1955-1971
Fondamentali furono però le segreterie di Giulio Pettinelli, che resse la federazione per 16 anni, nel corso dei quali nacque e si sviluppò il processo di riforma organizzativa che avrebbe portato nel ‘73 alla federazione monocomposta.
Furono anni difficili perché ben presto si esaurì la spinta del boom economico e si dovettero gestire molte vertenze individuali, le quali tuttavia permisero di acquisire nuovi iscritti. Nel frattempo si doveva sviluppare una contrattazione nazionale resa complessa dal progresso disordinato che il Paese stava vivendo.
Già nel 1962 un contratto collettivo nazionale su 6, degli 875 allora esistenti in Italia, riguardava il commercio o il turismo. 38 erano contratti collettivi nazionali di lavoro, mentre 108 erano accordi territoriali, una forma di contrattazione integrativa aziendale che il sindacato, pur senza sminuire l'importanza della contrattazione collettiva nazionale, aveva promosso per favorire lo sviluppo del mercato del lavoro.
Alla fine degli anni ‘60 anche nella grande distribuzione e nei grandi alberghi, sulla scorta di quanto accadeva nel settore industriale, esplosero le prime forme di lotta sindacale. Le turbolenze del periodo comportarono nuove analisi ed un risveglio sindacale che interessò le punte più evolute dei settori inquadrati nella FISASCAT e che portò ad un congresso di “rinnovamento”, in conseguenza anche di quello “storico” della Cisl del 1969. Fu quella l'occasione per un progresso politico, organizzativo e generazionale che porterà nuove idee e nuovi dirigenti alla ribalta.
Nel congresso di Montecatini del giugno 1969 si discusse dell'incompatibilità tra cariche sindacali e incarichi politici ai livelli direttivi: le insanabili differenze di opinione portarono ad una spaccatura della federazione che avrebbe richiesto l'intervento confederale e avrebbe posto di fatto fine alla lunga e fondamentale gestione di Giulio Pettinelli.

## Leonardo Romano 1971-1985
la situazione di stallo si protrasse dal ‘69 al ‘71 e trovò soluzione solo in un congresso straordinario “di rinnovamento”, che si tenne a Rimini nel marzo del 1972. È proprio dall'intervento di Leonardo Romano, il quale dalla confederazione era stato nominato «Reggente» della FISASCAT, che possiamo ricavare i principi culturali, politici, sindacali e contrattuali sui quali la categoria cislina avrebbe fondato la propria nuova identità, quella di un sindacato del tutto anomalo rispetto alla tradizione che si era andata consolidando nei settori di sua pertinenza.
Ma quelli erano gli anni in cui si discuteva di ricreare l'unità sindacale, ricongiungendo CISL, CGIL e UIL, operazione che doveva essere preceduta dallo scioglimento prima delle associazioni di categoria e poi delle organizzazioni confederali. Coerentemente a questo progetto la federazione si sciolse, ma poi l'unificazione delle tre confederazioni fallì e la FISASCAT, che non aveva effettivamente smobilitato, procedette a costituire su un piano paritario la federazione unitaria di categoria insieme a FILCAMS e UILTUCS.
Sul piano organizzativo il primo obiettivo di Leonardo Romano fu il compimento della ristrutturazione avviata sotto la gestione Pettinelli, che portò nel 1973 alla federazione monocomposta.
Ma ancora più significativo fu il suo impegno per una riforma del commercio: egli sottolineò in più occasioni e con grande forza la debolezza e la marginalità del settore distributivo nell'ambito del panorama economico italiano e denunciò il fatto che un sistema così arretrato pesava in modo negativo sull'occupazione e nel contempo contribuiva ad aumentare la spinta inflazionistica, che in ultima analisi andava a scaricarsi proprio sulle classi lavoratrici. Così la FISASCAT, praticamente da sola, si schierò contro le leggi 426 e 558 del 1971, con le quali si perpetuava – come richiedevano le parti datoriali – la polverizzazione strutturale del settore commerciale, a cui si sarebbe ovviato solo un trentennio più tardi.
In questa iniziativa la federazione fu osteggiata dalla FILCAMS-CGIL, la quale non vedeva di buon occhio,  perché basato sul capitalismo, lo sviluppo della grande distribuzione organizzata, la quale tuttavia avrebbe potuto dare, come di fatto poi avvenne, una risposta alla frammentazione del settore.
Per quel che concerne la contrattazione, Leonardo Romano si impegnò molto per rafforzare il contratto collettivo nazionale di lavoro di ciascuna categoria e per istituire e consolidare il salario nazionale, perché riteneva che questi due elementi potessero essere i fattori aggreganti dei vari settori.
Questa sua azione su vari fronti fu premiata dalla crescita della categoria che sotto la sua guida raggiunse i 100.000 iscritti e si andò così a porre tra le grandi strutture verticali della Cisl.
L'impegno della FISASCAT sul piano politico ormai andava dalla riforma del commercio, del turismo e dei servizi tradizionali al crescente processo di terziarizzazione dell'economia italiana. La federazione chiedeva allora l'applicazione della contrattazione aziendale dovunque ce ne fosse la possibilità e che fossero estesi i diritti fondamentali dei lavoratori e dei loro rappresentanti anche alle aziende con meno di 15 dipendenti. In questa richiesta all'inizio essa non ebbe molti compagni di viaggio, ma nel corso degli anni ‘80 lentamente si concretizzò con la parte datoriale la possibilità di realizzare questo progetto, mentre sul piano sindacale, dopo tanti anni di confronto e di divergenze, la FISASCAT riuscì a convincere le altre due federazioni di categoria a dotarsi di un ben definito progetto finalizzato a rinnovare strutturalmente il settore.

## Renato di Marco 1985-1989
Di Marco era entrato in FISASCAT nel 1969 per iniziativa di Giulio Pettinelli ed aveva accompagnato tutto il percorso di rinnovamento messo in atto da Leonardo Romano quale suo braccio destro: fu quindi logico che ne raccogliesse l'eredità. La sua segreteria fu segnata dalla prolungata e difficile vertenza con la Standa, ma ostiche furono anche le relazioni con la Rinascente e con le basi statunitensi sul territorio italiano, che, nonostante gli accordi sottoscritti, volevano impiegare dipendenti americani al posto dei civili italiani.
Di Marco cercò di favorire la creazione di nuovi casinò, ritenendoli utili allo sviluppo turistico ed all'occupazione del settore, si impegnò ad aumentare le tutele per le colf, per concludere l'annoso problema costituito dai dipendenti dei Consorzi Agrari e perché i dipendenti della Vigilanza privata vedessero riconosciuta la loro figura giuridica e fossero maggiormente salvaguardati mediante l'adozione di nuovi mezzi e di nuove tecnologie.

## Mario Cesino 1989-1994
Nel 1992 con il Trattato di Maastricht nacque L'Unione europea, ipotizzata già nell'83: al sindacato spettava dunque ora di confrontarsi con una realtà nuova e Mario Cesino, succeduto nell'89 a Renato di Marco, decise di riunire i consigli generali della FISASCAT di volta in volta in una città europea diversa.
Nel corso della sua segreteria cominciarono a prendere corpo i primi accordi relativi agli enti bilaterali. Questi istituti erano stati già previsti nei contratti del febbraio 1987, ma furono gli accordi del 1991 ad adottare al proposito normative più dettagliate, che sarebbero state poi ulteriormente ampliate nei contratti del 1994.
Ma l'evento più importante di quel periodo fu l'accordo “sulla politica dei redditi e dell'occupazione, sugli assetti contrattuali, sulle politiche del lavoro e sul sostegno al sistema produttivo”, sottoscritto il 23 luglio 1993 dal governo, dalle parti datoriali e dalle organizzazioni sindacali. Questo protocollo introduceva il principio della “ concertazione”, che avrebbe accompagnato la contrattazione per oltre un decennio.

## Gianni Baratta 1994-2006
Gianni Baratta entrò giovanissimo a far parte della FISASCAT romana, dalla quale passò a far parte della segreteria nazionale nel 1986. Nel 1994 diventò segretario generale e lo rimase sino al 2006, garantendo nuovamente alla federazione la necessaria continuità di governo. La sua politica sindacale fu fortemente incentrata sul delegato sindacale, a partire dalla convinzione che la FISASCAT non è un apparato burocratico, ma un'organizzazione basata sui soci che ad essa liberamente aderiscono. Ne derivava la convinzione di mettere in atto degli strumenti formativi che non servissero a fornire nozioni, ma fossero fucina di valori ideali, di motivazioni, di impegno creativo, di volontà di agire per la difesa soprattutto dei lavoratori meno tutelati.
All'interno della CISL egli insistette perché i diversi settori fossero riorganizzati in funzione dei tempi nuovi, dato che il terziario privato si era nel frattempo arricchito di figure professionali non ancora codificate nei contratti, ma che con tutta evidenza rientravano nella sfera di azione della FISASCAT. Inoltre risultava ormai evidente che anche determinati settori del lavoro autonomo parasubordinato avevano bisogno della tutela sindacale della federazione, che aveva le competenze necessarie per assolvere a questo compito.
Nel tentativo di adeguarsi ai tempi nuovi fu poi attribuita importanza sempre crescente alla contrattazione territoriale e aziendale ed agli enti bilaterali, tanto che il consiglio generale dell'ottobre 1995 venne dedicato alla messa a punto di un modello innovativo di contratto nazionale che dava largo spazio proprio alla bilateralità.
Ma negli ultimi anni del secolo la FISASCAT dovette far fronte alle questioni poste dalla Globalizzazione, principalmente quelle derivanti dalle ristrutturazioni delle aziende e dalle delocalizzazioni che provocarono in Italia chiusure e licenziamenti. La federazione comprese che era inutile assumere atteggiamenti che fossero meramente difensivi: bisognava invece attrezzarsi per svolgere una funzione positiva, capace di salvare le aziende e i posti di lavoro che esse garantivano.
Anche l'inizio del nuovo secolo fu problematico per la FISASCAT, i cui iscritti, soprattutto quelli operanti nel settore turistico e nel commercio, subirono le conseguenze degli Attentati dell'11 settembre 2001. A peggiorare le cose il mese successivo il ministro Roberto Maroni pubblicò il suo “Libro Bianco”, con il quale si tentava di deregolamentare il mercato del lavoro e di marginalizzare il ruolo delle organizzazioni sindacali.

## Pierangelo Raineri 2006-2018
Nel 2006 divenne segretario generale Pierangelo Raineri, il quale era entrato a far parte della segreteria nazionale insieme a Gianni Baratta e ne aveva accompagnato il percorso, ricoprendo il ruolo di segretario organizzativo. Dunque egli ne condivideva le idee e, viste le difficoltà della contrattazione sul piano economico, cercò di dare più spazio alla previdenza complementare, alla formazione continua, all'assistenza sanitaria integrativa ed alla bilateralità, che rappresentavano la sintesi più compiuta del modello della Concertazione. Su questo modello si basavano infatti allora le relazioni sindacali, che si dimostravano efficaci principalmente a livello territoriale, nel tentativo di governare un mercato del lavoro che andava evolvendosi in maniera sempre più tumultuosa.
Tutto ciò naturalmente doveva passare attraverso la contrattazione, che rimase sempre il punto di riferimento imprescindibile della FISASCAT. E che questa politica fosse efficace è dimostrato dal rapido aumento delle iscrizioni, che passarono dai 180.000 iscritti, che la federazione contava quando Raineri divenne segretario, a quasi 367.000 del 2017, benché nello stesso periodo la recessione economica, che aveva colpito tutto il pianeta, avesse sprofondato l'Italia in una crisi molto grave.
La segreteria guidata da Pierangelo Raineri, per portare avanti con successo il proprio progetto, si affidò principalmente ai due capisaldi rappresentati dalla formazione e dall'informazione. Agli inizi del 2009 venne realizzato su Internet un notiziario denominato “TGLAB”, il quale settimanalmente riassumeva quanto fatto dalla federazione nei vari ambiti di intervento. Contemporaneamente vennero potenziate le pubblicazioni a stampa: il periodico di informazione sindacale Progetto Terziario, destinato ai commenti relativi alla contrattualistica della federazione, e Laboratorio Terziario, dedicato agli studi, alle ricerche, ai convegni ed ai seminari promossi dalla FISASCAT.
Per quanto riguarda la formazione vanno ricordati il Corso Lungo, destinato ai quadri della federazione, che si svolge presso il centro studi CISL di Firenze ed è costituito da una serie di moduli articolati sull'arco di un anno; ed il Campo Scuola, destinato ad iscritti pronti ad impegnarsi nell'azione sindacale, che si svolge nel corso di una settimana presso il camping Capo d'Orso di Palau in Sardegna.
Vi sono poi nel corso dell'anno molti altri seminari, tavole rotonde e corsi di aggiornamento dedicati ai diversi temi che sono alla base dell'azione della FISASCAT. Meritano di essere ricordati inoltre il Progetto Tutor, che, dal 2012 al 2015, ha preparato quadri che a livello regionale sapessero farsi portavoce delle informazioni relative a contrattazione di secondo livello, bilateralità, welfare contrattuale e formazione continua; e il Progetto #OpenDoors, i nuovi sportelli territoriali che dal 2016 sono stati aperti a beneficio delle lavoratrici e dei lavoratori del Commercio, Turismo e Servizi.
Naturalmente la realizzazione di tutte queste attività non distrasse la segreteria Raineri dai temi della crisi, la quale negli anni precedenti aveva provocato disdette unilaterali della parte datoriale, una grave difficoltà nella gestione degli enti bilaterali ed una preoccupante frammentazione delle organizzazioni datoriali stesse, che aveva costretto la categoria a confrontarsi con molti tavoli di trattativa tra loro concorrenti. A questa situazione la Federazione rispose mettendo in campo un impegno sempre maggiore e riuscì a sottoscrivere nuovi accordi alle condizioni migliori possibili, talvolta anche in disaccordo con la FILCAMS-CGIL e con la UILTUCS, unione italiana lavoratori turismo commercio e servizi, continuando a promuovere il welfare contrattuale e la bilateralità tutte le volte che ne ebbe l'opportunità.
Nell'autunno 2012 la Federazione intraprese la discussione finalizzata alla riorganizzazione della CISL, la quale prevedeva una serie di accorpamenti delle categorie. All'inizio si ipotizzò una nuova organizzazione che mettesse insieme la FISASCAT, i bancari, i postali ed i lavoratori in somministrazione, ma in ultimo si giunse nel 2014 alla creazione della FIST, Federazione Italiana Sindacati Terziario, comprendente solo FeLSA e FISASCAT. (vedi sotto)
Negli ultimi anni del suo mandato molto intensa fu la partecipazione alle riunioni dei Sindacati Internazionali, ma la Federazione si batté anche per ottenere miglioramenti della legge Fornero e contro l'uso improprio dei voucher, sottoscrisse diversi accordi integrativi aziendali e, nonostante la crisi, alcuni rinnovi contrattuali significativi: Confesercenti, fiori recisi, appalti storici, industria turistica, parte del terzo settore, ortofrutticoli, Medici senza Frontiere; raggiunse intese su welfare aziendale, apprendistato, equilibrio dei tempi di vita e tempi di lavoro, premio di risultato; promosse scioperi per i rinnovi dei contratti di: terzo settore, ristorazione collettiva, pulizie, agenzie di viaggio, vigilanza privata, contro le aperture nelle giornate festive, in Amazon.
Il 19º Congresso Nazionale del maggio 2017, che aveva per titolo “Nuova economia, nuovi lavori, il sindacato, l’era digitale e la società che cambia” confermò per altri 4 anni alla guida della Federazione Pierangelo Raineri e gli affiancò Davide Guarini, Rosetta Raso, Vincenzo Dell’Orefice e Mirco Ceotto, quali componenti della segreteria nazionale.
Il 21 marzo 2018 Raineri annunciò le dimissioni dall'incarico di Segretario Generale, formalizzate nel Consiglio Generale FISASCAT del 3 maggio 2018.

## Davide Guarini (in carica dal 2018)
A Roma il 3 maggio 2018 il Consiglio Generale della categoria del commercio, turismo e servizi della CISL elesse all'unanimità Davide Guarini nuovo Segretario Generale. Egli succedeva a Pierangelo Raineri, che aveva testé formalizzato le dimissioni annunciate nell'ultimo Comitato Esecutivo di categoria del 21 marzo precedente, nel rispetto delle previsioni statutarie e regolamentari CISL e FISASCAT, al termine dei dodici anni del suo mandato.
Guarini, nato a Meldola in provincia di Forlì, era entrato in Cisl nel 1996, operando nella sede zonale di Meldola. Nel 1998 era giunto alla FISASCAT CISL Forlì Cesena, categoria di cui nel 2001 era diventato Segretario Generale. Nel 2006 era arrivato nella Segreteria Regionale FISASCAT CISL Emilia Romagna, di cui era stato nominato Segretario Generale nel 2011. Nel 2013 Guarini era stato poi eletto alla guida della FISASCAT CISL Romagna, la nuova Federazione nata dall'accorpamento delle strutture territoriali di Forlì Cesena, Ravenna e Rimini. Dal febbraio 2016 ricopriva l’incarico di Segretario nazionale FISASCAT CISL, prima come Segretario Amministrativo e poi, dal settembre 2017, come Segretario Organizzativo. 
Nel suo primo intervento egli annunciò che la Segreteria nazionale avrebbe proseguito l’impegno per rinnovare i contratti nazionali di lavoro scaduti o in scadenza, che complessivamente interessavano circa 7 milioni di lavoratrici e lavoratori del commercio, turismo e servizi. Quindi indicò come obiettivo primario la piena realizzazione della riforma della contrattazione attraverso più contrattazione integrativa decentrata e, parallelamente, un sistema contrattuale nazionale che garantisse le tutele necessarie ed un salario contrattuale dignitoso.

## FIST CISL
Durante il mandato di Pierangelo Raineri, il 9 giugno 2014, era nata la FIST (Federazione Italiana Sindacati Terziario) che entrò a far parte ufficialmente della CISL il 16 settembre dello stesso anno come Federazione di prima affiliazione. Era il frutto della sinergia tra FISASCAT CISL e FeLSA CISL, rispettivamente le Federazioni della CISL del Commercio, Turismo e Servizi – la prima – e del Lavoro Atipico, Autonomo e Somministrato – la seconda.
Il progetto di collaborazione tra le due Federazioni si pone come obiettivo quello di garantire una rappresentanza sindacale adeguata alla mutata composizione del mercato del lavoro italiano, caratterizzato dal ricorso sempre più frequente a tipologie di lavoro flessibile. Alla FIST CISL, che svolge un ruolo di coordinamento dei sindacati di seconda affiliazione FISASCAT e FeLSA, è affidato il compito di stabilire gli indirizzi generali delle politiche contrattuali e di rappresentanza, da attuare per la promozione e la realizzazione del welfare contrattuale e della bilateralità, per lo sviluppo di politiche previdenziali complementari, oltre che per l’avvio di percorsi di formazione professionale finalizzati alla occupabilità.
La FIST si pone lo scopo di superare la precarietà dilagante e l’abuso delle false partite Iva e si pone come priorità anche quella di creare condizioni occupazionali migliori per le migliaia di giovani e donne che affrontano quotidianamente l’instabilità del lavoro, per i quali il sindacato cerca di individuare sempre più nuove formule di tutela contrattuale da estendere anche a chi non ha un rapporto di lavoro dipendente. In quest’ottica alla Federazione di prima affiliazione è affidato il compito di rappresentare le due organizzazioni che l’hanno fondata nelle Confederazioni internazionali di riferimento: UNI Global Union (il Sindacato mondiale dei lavoratori dei Servizi), IUF (International Union of Food, Agricultural, Hotel, Restaurant, Catering, Tobacco and Allied Workers' Association), ITF (International Transport Workers' Federation), IndustriALL Global Union (il Sindacato globale dei settori minerario, energetico e manifatturiero) ed EFFAT (la Federazione europea dei sindacati dei settori alimentare, agricolo e turistico). Inoltre la FIST partecipa attivamente all'azione del Sindacato internazionale attraverso il Comitato aziendale europeo ed il Dialogo Sociale.
Dal 2017, con oltre 400.000 iscritti, è la prima Federazione dei lavoratori attivi della CISL.